# 805 TCN
805 TCN là một năm trong lịch La Mã.